# Zalaegerszegi Törvényszék

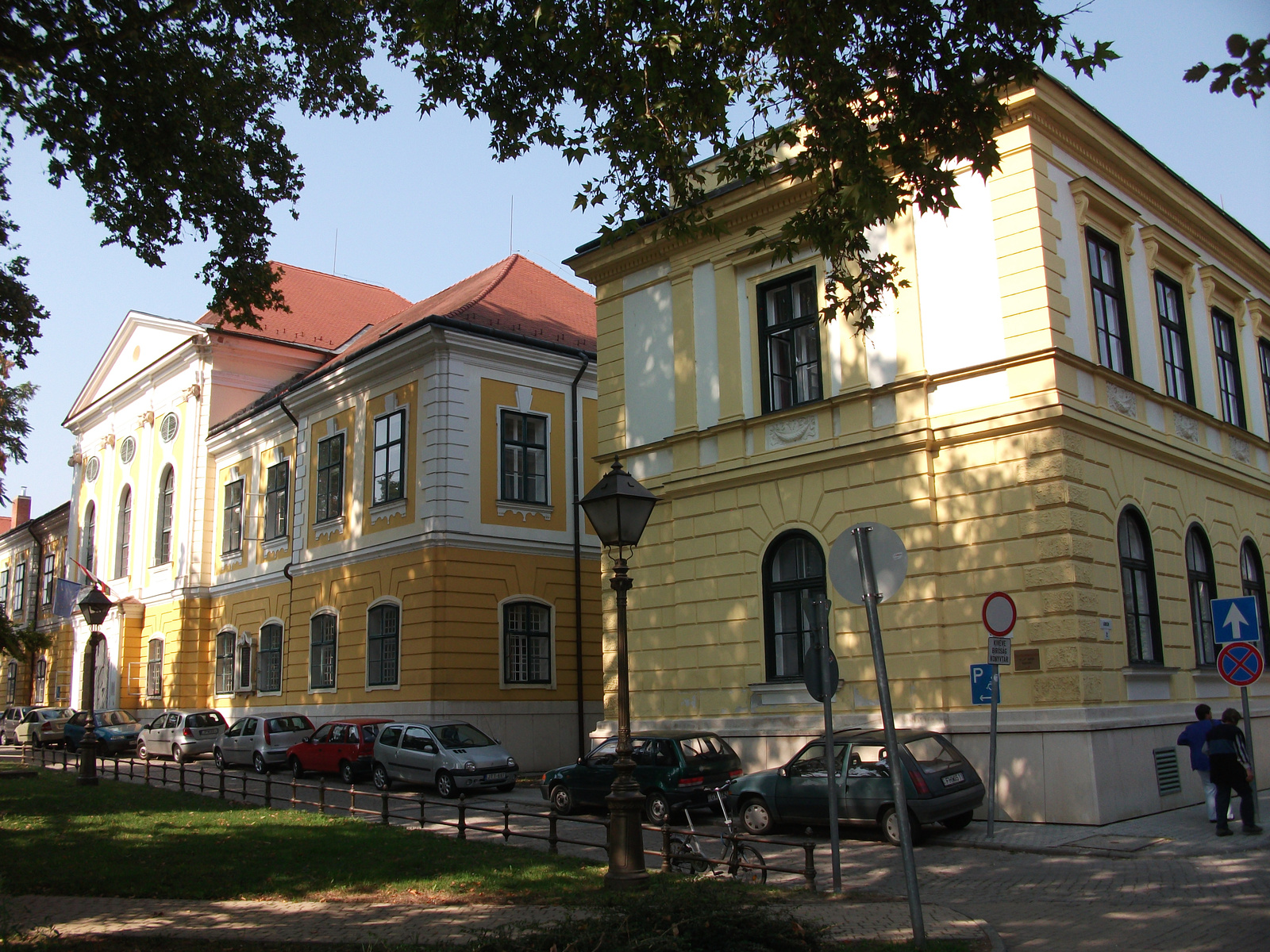
A Törvényszék épülete

A Zalaegerszegi Törvényszék Magyarország egyik bírósága. Neve 2012. január 1-je előtt Zala Megyei Bíróság volt. 
A barokk stílusú épület, illetőleg a bírósági kiállítás előre egyeztetett, csoportos tárlatvezetések során látogatható a Nyitott Bíróság  program keretében, továbbá a Múzeumok éjszakáján is.

## Címe
8900 Zalaegerszeg, Várkör 2.

## Épülete
A mai épület helyén egykor az egerszegi végvár állt, aminek a jelentősége 1690-től, Nagykanizsa visszafoglalásával megszűnt. A pusztulásnak indult helyén építették fel az egykori vármegyeháza egyemeletes barokk épületét, amely 1730 és 1732 között, Franz Allio császári hadmérnök és bécsi építész tervei alapján a régi Zala vármegye székházául szolgáló építményt. Az építkezést a sidi Sidy családból való sidi Sidy Pál egerszegi alszolgabíró, építőbiztos vezetése alatt.
Az épület kialakításánál arra törekedtek, hogy a megyegyűlések számára legyen benne közgyűlési terem, másrészt, hogy a megye levéltárát is el tudják helyezni, harmadrészt, hogy a vármegyei rabokat őrizhessék.
Zala  vármegye közgyűlése 1871. november 6-án a megyeháza épületét és a hozzá tartozó régi börtönt ingyenesen az 1872-ben létrejövő törvényszék rendelkezésére bocsátotta, ám a tulajdonjogáról nem mondott le, az emeleti üléstermeknek pedig csak ideiglenes használatát engedélyezte. 1880-ban  a Kincstár újabb emeletes börtönépületet emeltetett a régi börtön mellett. 1893-ban tovább bővítették a törvényszék, a járásbíróság, valamint az ügyészség elhelyezésére szolgáló épületet, majd 1904-ben újabb bővítési tervek születtek, és 1908-1909-ben végezték el a tényleges munkákat. Ekkor alakult ki a "Törvényház" ma is látható épülete.
Az egyszerű épületnek a köríves kapubejárata fölött látható timpanon az egyetlen díszítő eleme. Nagyterme a felvilágosodás korában, de különösen a reformkorban vált jelentőssé, hiszen itt kezdte politikai pályafutását Spissich János, Zala vármegye jakobinus alispánja, itt utasította el a vármegye nemessége a Napóleon elleni felkelést, majd a reformkorban itt csatázott Csány László és Deák Ferenc, aki ugyancsak itt mondta el híres beszédét a közteherviselésről 1843-ban, és adta vissza követi megbízatását, miután nem volt hajlandó a nemesi adómentességet képviselni az országgyűlésen. Az épület előtti tér közepén áll Vay Miklós munkája, magas, szürke gránittalapzaton Deák szobra, az első emlékmű, amit halála után állítottak a "haza bölcsének", 1879. szeptember 1-jén avatták fel. 

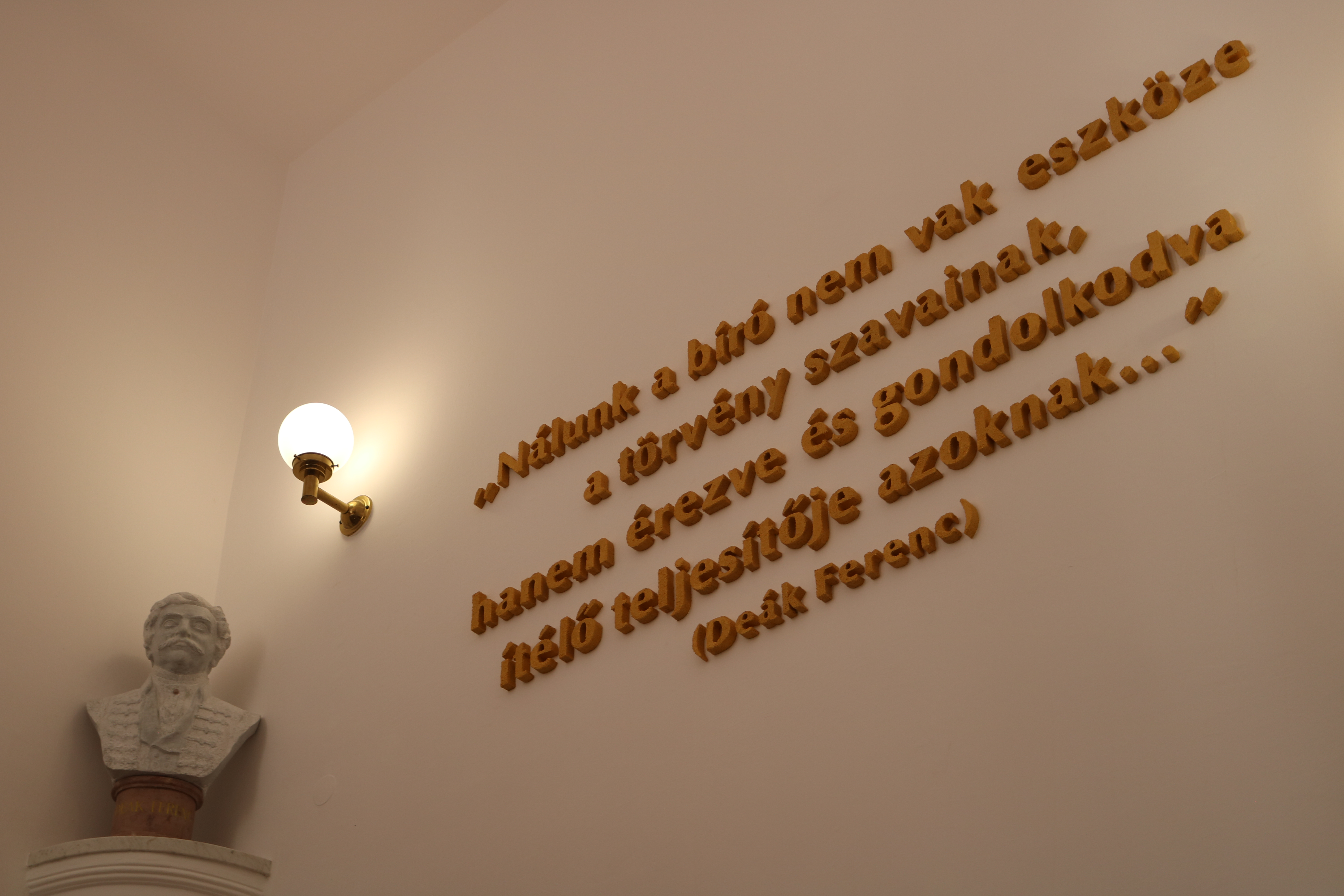

Az épületben bíróság- és könyvtártörténeti kiállítás tekinthető meg, időszakosan változó témákkal.  2022. október 17. napjától a  törvényszékre érkezőket Deák Ferenc mellszobra és egykor az épület falai között elhangzott szavai fogadják. A „haza bölcsének” ifjúkori ábrázolása Béres János szobrászművész alkotása, amely az Országos Bírósági Hivatal támogatásával és adományokból valósult meg. Az alkotás abban a korban ábrázolja Deákot, amikor a mai törvényszéki épületben tevékenykedett. Az alkotáshoz az 1830-40-es évekből fennmaradt portrékat használta fel a szobrászművész. A carrarai fehérmárvány szobor 70 cm magas, alapja egy 20 cm-es vörösmárvány talapzat, rajta arany betűkkel Deák Ferenc. A talapzat színe visszaköszön Deák nyakkendő gombján is. A szobor melletti szabad falfelületre a „Nálunk a bíró nem vak eszköze a törvény szavainak, hanem érezve és gondolkodva, ítélő teljesítője azoknak…”  idézet került, amely a tiszti ügyészként dolgozó Deáktól hangzott el 1830-ban Zalaegerszegen egy tárgyalás során. 

### Bővítés, felújítás és könyvtár kialakítás
Az épületcsoportot 1968-ban bővítették, majd 1991-1995 között jelentős felújítással eredeti állapotába állították vissza a barokk főépületet. A tervek készítésében dr. Tóth Elek, a Budapesti Műszaki Egyetem adjunktusa és Baliga Kornél építőművész, belsőépítész vettek részt.
Új dolgozó- és tárgyalószobákat, könyvtárat alakítottak ki. A belső – korábban használaton kívüli – udvar lefedésével megnövelt várakozó valósult meg, amit Péter Ágnes falplasztikája díszít. Barokk szellemben tervezték a bútorokat, a könyvtár berendezését és a tárgyalótermeket. A bíróság nem nyilvános jogi szakkönyvtára 1994. április 1. óta működik. 1995-től viseli dr. Degré Alajos jogtörténész, a Zala Megyei Levéltár egykori igazgatójának nevét, akinek könyvhagyatékát tartós letétként különgyűjteményként őrzi. A könyvtár előtt a névadó szobra Béres János munkája. 

## Elnevezései
- 1872-1946 között: Zalaegerszegi Királyi Törvényszék
- 1946-1950 között: Zalaegerszegi Törvényszék
- 1950-1984 között: Zalaegerszegi Megyei Bíróság
- 1984-2011 között: Zala Megyei Bíróság
- 2012. január 1-től kezdődően újra Zalaegerszegi Törvényszék.

## A Zalaegerszegi Törvényszék elnökeinek névsora
- 1872-1877. Horváth János
- 1877-1880. Millutinovics Szvetozár
- 1880-1889. Gyömörei Vince
- 1890-1891. Grubanovics Géza
- 1895-1905. Sztanyiszlavszky Adolf
- 1905-1911. Degré Miklós
- 1911-1919. Horváth Sándor
- 1919-1939. Czikó János
- 1939-1940. Hussy Sándor
- 1940-1951. Kiss Dezső, Ijjas István, Korpos Ádám
- 1951-1953. Tószegi Ferenc
- 1953-1982. Piros Sándor
- 1983-1992. Kutasi István
- 1992-2014. Magyar Károly
- 2014-2015. Sorok Norbert – megbízott elnökként
- 2015-          Sorok Norbert